# Lasiosina
Lasiosina är ett släkte av tvåvingar. Lasiosina ingår i familjen fritflugor.

## Dottertaxa tillLasiosina, i alfabetisk ordning[1][2]
- Lasiosina aethiopica
- Lasiosina albipila
- Lasiosina albiseta
- Lasiosina altaica
- Lasiosina apicata
- Lasiosina aristata
- Lasiosina armeniaca
- Lasiosina atra
- Lasiosina aurea
- Lasiosina brevisurstylata
- Lasiosina canadensis
- Lasiosina chandleri
- Lasiosina cinctipes
- Lasiosina devitata
- Lasiosina dudichi
- Lasiosina elegans
- Lasiosina emiliae
- Lasiosina flavipes
- Lasiosina fulgens
- Lasiosina herpini
- Lasiosina hispanica
- Lasiosina hypopygialis
- Lasiosina immaculata
- Lasiosina inconstans
- Lasiosina intermedia
- Lasiosina jakutica
- Lasiosina kaplanae
- Lasiosina littoralis
- Lasiosina longifrons
- Lasiosina maculata
- Lasiosina minor
- Lasiosina nigra
- Lasiosina nigriantennata
- Lasiosina nigripes
- Lasiosina obscura
- Lasiosina orientalis
- Lasiosina paracinctipes
- Lasiosina paralittoralis
- Lasiosina parvipennis
- Lasiosina pedestris
- Lasiosina similis
- Lasiosina sordida
- Lasiosina subatra
- Lasiosina sublittoralis
- Lasiosina subnigripes
- Lasiosina tanaitica
- Lasiosina variegata
- Lasiosina venusta
- Lasiosina vittata